# زیر مجموعه‌های هلسینکی
شهر هلسینکی، پایتخت فنلاند، اغلب به‌طور غیررسمی به سه منطقه جغرافیایی مجزا تقسیم می‌شود. اینها هیچ تعاریف مطلقی ندارند، اما تقریباً به این شرح هستند:
- مرکز شهر هلسینکی: ناحیه اصلی جنوبی (به جز لوتْتاساری) و بخش جنوبی ناحیه اصلی مرکزی.
- منطقه شهری هلسینکی: منطقه اصلی غربی به اضافه لوتْتاساری.
- هلسینکی شرقی: مناطق اصلی شرقی و جنوب شرقی.

تقسیمات فرعی شامل محله‌ها، نواحی، مناطق اصلی است. البته انبوهی از راه‌های رسمی مختلف برای تقسیم شهر، منبع سردرگمی ساکنان است، زیرا انواع مختلف تقسیمات فرعی اغلب نام‌های مشابه یا یکسان دارند.

## محله‌ها

هلسینکی از ۶۰ محله تشکیل شده‌است.

هلسینکی از ۶۰ محله تشکیل شده‌است. تقسیم به محلات، تقسیم رسمی است که توسط شورای شهر ایجاد می‌شود و برای برنامه‌ریزی شهری و سایر اهداف مشابه استفاده می‌شود. بیشتر محله‌ها از قرن نوزدهم به‌عنوان بخش‌های شماره‌دار شهر وجود داشته‌اند و نام‌های رسمی در سال ۱۹۵۹ به آنها اختصاص داده شد. پنج محله (شماره ۵۵–۵۹) در ۱ ژانویه ۲۰۰۹ الحاق شد.
امروزه هر محله با یک عدد دو رقمی بین ۰۱ و ۵۹ و یک نام رسمی به دو زبان فنلاندی و سوئدی (در برخی موارد ممکن است یکسان باشند) شناسایی می‌شود. علاوه بر این، یک محله بدون شماره به نام آلوئه‌مری وجود دارد که اساساً فقط از آب‌های سرزمینی بیرونی تشکیل شده‌است که به ساحل نمی‌رسد. محله‌ها بیشتر به سه و چهار رقم و بخش‌ها بیشتر به بلوک‌های جداگانه تقسیم می‌شوند.

### فهرست محله‌های هلسینکی
- ۰۱ کرونون‌هاکا
- ۰۲ کلووی
- ۰۳ کارتینکااوپونکی
- ۰۴ کامپی
- ۰۵ پوناووری
- ۰۶ ایرا، هلسینکی
- ۰۷ اولانلینا
- ۰۸ کاتایانوککا
- ۰۹ کایووپوئیستو
- ۱۰ سرنینن
  - ۱۰۲ کالاساتاما
- ۱۱ کاللیو
  - ۱۱۱ سیلتاساری
  - ۱۱۲ لینیات
  - ۱۱۳ ترکلین‌مکی
- ۱۲ آلپ‌پیهاریو
  - ۱۲۱ هاریو، هلسینکی
  - ۱۲۲ آلپپیلا
- ۱۳ تولوی پائین (هلسینکی)
- ۱۴ تولوی بالا (هلسینکی)
- ۱۵ میلاهتی
- ۱۶ روسکیاسوو
  - ۱۶۱ پیککوهووپالاهتی
- ۱۷ پاسیلا
  - ۱۷۱ پاسیلای غربی
  - ۱۷۲ پاسیلای شمالی
  - ۱۷۳ پاسیلای شرقی
  - ۱۷۴ پاسیلای مرکزی
- ۱۸ لااکسو
- ۱۹ موستیکاما–کرکئاساری
- ۲۰ لنسی‌ساتاما
  - ۲۰۱ روهولاهتی
  - ۲۰۲ لاپین‌لاهتی (هلسینکی)
  - ۲۰۳ یتکساری
  - ۲۰۴ هرنساری
- ۲۱ هرماننی
- ۲۲ واللیلا
- ۲۳ تواوکولا
  - ۲۳۱ تواوکولا
  - ۲۳۲ آرابیان‌رانتا
- ۲۴ کومپولا
- ۲۵ کپوله
- ۲۶ کسکلا
- ۲۷ وانهاکاوپونکی
- ۲۸ اولونکوله
  - ۲۸۱ پیرککولا
  - ۲۸۲ مااونولا
  - ۲۸۳ متسله
  - ۲۸۴ پاتولا، هلسینکی
  - ۲۸۵ وریمکی
  - ۲۸۶ مانولان‌پوئیستو
  - ۲۸۷ وریه‌لاسکو
- ۲۹ هاگا، هلسینکی
  - ۲۹۱ هاگای جنوبی
  - ۲۹۲ کیوی‌هاکا
  - ۲۹۳ هاگای شمالی
  - ۲۹۴ لاسسیلا
- ۳۰ مونکنیمی
  - ۳۰۱ وانهامونکنیمی
  - ۳۰۲ کوسیساری
  - ۳۰۳ لهتیساری
  - ۳۰۴ مونککیوری
  - ۳۰۵ نیمنمکی
  - ۳۰۶ تالینرانتا
- ۳۱ لاوتتاساری
- ۳۲ کنالا
- ۳۳ کارلا
  - ۳۳۱ کاننلمکی
  - ۳۳۲ مانوننوا
  - ۳۳۳ مالمینکارتانو
  - ۳۳۴ هاکونینماآ
  - ۳۳۵ کونینکانتاممی
- ۳۴ پاکیلا
  - ۳۴۱ پاکیلای غربی
  - ۳۴۲ پاکیلای شرقی
- ۳۵ تواومارینکوله
  - ۳۵۱ پالوهینه
  - ۳۵۲ ترپپارینمکی
  - ۳۵۳ تواومارینکارتانو
  - ۳۵۴ هالتیالا
- ۳۶ ویککی
  - ۳۶۱ ویکین‌رانتا
  - ۳۶۲ لاتوکارتانو
  - ۳۶۳ ویکین تیئدپویستو
  - ۳۶۴ ویکینمکی
- ۳۷ پوکینمکی
- ۳۸ مالمی
  - ۳۸۱مالمی شمالی
  - ۳۸۲ مالمی جنوبی
  - ۳۸۳ پیهلایامکی
  - ۳۸۴ تاتتاریهاریو
  - ۳۸۵ مالمین لنتوکنتته
  - ۳۸۶پیهلایستو
- ۳۹ تاپانین‌کوله
  - ۳۹۱ تاپانین‌واینیو
  - ۳۹۲ تاپانیلا
- ۴۰ سواوتاریلا
  - ۴۰۱ سیلتامکی
  - ۴۰۲تاپولیکااوپونکی
  - ۴۰۳ تویرینومی
- ۴۱ سورمتسه
  - ۴۱۱ پوئیستولا
  - ۴۱۲ هیکین لااکسو
  - ۴۱۳ تاتتاریسو
  - ۴۱۴ یاکمکی
  - ۴۱۵ آلپیکوله
- ۴۲ کولساری
- ۴۳ هرتتونیمی
  - ۴۳۱ هرتتونیمی غربی
  - ۴۳۲ روی‌هووری
  - ۴۳۳ تئولیسوسالو
  - ۴۳۴ هرتتونیمن‌رانتا
- ۴۴ تاممیسالو
- ۴۵ وارتیوکوله
  - ۴۵۱ وارتیوهاریو
  - ۴۵۲ پواوتیلا
  - ۴۵۳ پواوتین‌هاریو
  - ۴۵۴میوللی‌پورو
  - ۴۵۵ ماریانیمی
  - ۴۵۶ رویهوپلتو
  - ۴۵۷ ایتاکسکوس
- ۴۶ پیتینمکی
  - ۴۶۱ پایامکی
  - ۴۶۲ تالی، هلسینکی
  - ۴۶۳ ریمارلا
  - ۴۶۴ مارتتیلا، هلسینکی
  - ۴۶۵ پیتینمکی تئولیسوسالو
- ۴۷ مللون‌کوله
  - ۴۷۱ کنتولا، هلسینکی
  - ۴۷۲ وسالا
  - ۴۷۳مللون‌‌مکی
  - ۴۷۴ کیویککو
  - ۴۷۵ کورکیمکی
- ۴۸ وارتیوساری
- ۴۹ یالاسالو
  - ۴۹۱ اولیس‌کوله
  - ۴۹۲ یوللاس، هلسینکی
  - ۴۹۳ توللی‌ساری
  - ۴۹۴ تاهوونلاهتی
  - ۴۹۵ هوسالمی
- ۵۰ ویللینکی
- ۵۱ سانتاهامینا
- ۵۲ سوئومن‌لینا
- ۵۳ اولکسارت
  - ۵۳۱ لنسی‌سارت
  - ۵۳۲ ایتاسارت
  - ۵۳۳ آلوئه‌مری
- ۵۴ واوساری
  - ۵۴۱ واوساری مرکزی
  - ۵۴۲ نوردشن کارتانو
  - ۵۴۳ اوتلا
  - ۵۴۴ مری-راستیلا
  - ۵۴۵ کاللاهتی
  - ۵۴۶ آورینکلاهتی
  - ۵۴۷ راستیلا
  - ۵۴۸نینیساری
  - ۵۴۹ موستاووری
- ۵۵ اوسترسوندوم
- ۵۶ سالمنکاللیو
- ۵۷ تالوساری
- ۵۸ کارهوساری
- ۵۹ اولتونا، هلسینکی
  - ۵۹۱ لندبو
  - ۵۹۲ پورونیتتی
- (بدون شماره) آلوئه‌مری

## منطقه‌ها
علاوه بر تقسیم محله‌ای که برای اهداف برنامه‌ریزی شهری وجود دارد، شهر نیز به ۳۴ منطقه تقسیم شده‌است تا هماهنگی خدمات عمومی را تسهیل کند. این مناطق، که ممکن است شامل چندین محله باشند، به هفت ناحیه اصلی سازماندهی شده‌اند.
تقسیم منطقه با تصمیم شورای شهر در ۱۳ دسامبر ۱۹۸۲ ایجاد شد، زمانی که تعداد زیرمجموعه‌های مختلف مورد استفاده توسط ادارات مختلف شهرداری گیج کننده و مشکل ساز دیده شد. قبل از اصلاحات، در سال ۱۹۸۰، ۱۰۱ بخش مختلف توسط ادارات مورد استفاده قرار می‌گرفت که تنها ۱۷ بخش مربوط به تقسیمات محله رسمی بود.

### فهرست مناطق هلسینکی

هلسینکی به بخش‌های اصلی، ناحیه‌ها و بیشتر به بخش‌های فرعی تقسیم می‌شود.

آبی: هلسینکی جنوبی،‌ صورتی: هلسینکی غربی، قهوه‌ای: هلسینکی مرکزی، سبز پررنگ: هلسینکی شمالی، آجری: هلسینکی شمال شرقی، سبز کمرنگ: جنوب شرقی، فسفری: هلسینکی شرقی، فیروزه‌ای: اوسترسوندوم

- ۱ ناحیه اصلی جنوبی هلسینکی
  - ۱۰۱ ویروننیمی
  - ۱۰۲ اولانلینا
  - ۱۰۳ کامپینمالمی
  - ۱۰۴ تولوی پائین (هلسینکی)
  - ۱۰۵ لاوتتاساری
- ۲ ناحیه اصلی غربی هلسینکی
  - ۲۰۱ رییولا
  - ۲۰۲ مونکنیمی
  - ۲۰۳ هاگا، هلسینکی
  - ۲۰۴ پیتینمکی
  - ۲۰۵ کارلا، هلسینکی
- ۳ ناحیه اصلی مرکزی هلسینکی
  - ۳۰۱ کاللیو
  - ۳۰۲ آلپ‌پیهاریو
  - ۳۰۳ واللیلا
  - ۳۰۴ پاسیلا
  - ۳۰۵ وانهاکاوپونکی
- ۴ ناحیه اصلی شمالی هلسینکی
  - ۴۰۱ مااونولا
  - ۴۰۲ پاکیلای غربی
  - ۴۰۳ تواومارینکوله
  - ۴۰۴ اولونکوله
  - ۴۰۵ پاکیلای شرقی
- ۵ ناحیه اصلی شمال شرقی هلسینکی
  - ۵۰۱ ویککی
  - ۵۰۲ پوکینمکی
  - ۵۰۳ مالمی
  - ۵۰۴ سواوتاریلا
  - ۵۰۵ پوئیستولا
  - ۵۰۶ یاکمکی
- ۶ ناحیه اصلی شمال شرقی هلسینکی
  - ۶۰۱ کولساری
  - ۶۰۲ هرتتونیمی
  - ۶۰۳ لایاسالو
- ۷ ناحیه اصلی شرقی هلسینکی
  - ۷۰۱ وارتیوکوله
  - ۷۰۲ میوللی‌پورو
  - ۷۰۳ مللون‌کوله
  - ۷۰۴ واوساری
- ۸ ناحیه اصلی اوسترسوندوم
  - ۸۰۱ اوسترسوندوم